# All We Have Is Now
All We Have Is Now är en svensk dokumentärfilm från 2014 i regi av Alexandra Dahlström.

## Handling
Filmen följer punkbandet Vulkano, bestående av medlemmar från Those Dancing Days. Bandet ska åka till Los Angeles och där genomföra konserter för viktiga kontakter i den amerikanska nöjesbranschen. Före resan hoppar dock en av medlemmarna, Rebecka, av.

## Om filmen
All We Have Is Now producerades av Göran Olsson för Story AB, med stöd av Stiftelsen Svenska Filminstitutet. Filmens manus skrevs av Olsson och hade till en början arbetstiteln Vulkano. Filmen fotades av Dahlström. Den hade premiär den 24 oktober 2014.